# Philippe Claudel
Philippe Claudel (Nancy, 2 de febrer de 1962) és un escriptor, guionista i professor d'antropologia cultural i literatura francès. També és director de cinema.

## Obra[2]

### Assaig
- Sobre algunos enamorados de los libros. Barcelona: Minúscula, 2018

### Novel·les
- Les Ànimes grises. Barcelona: La Magrana, 2005
- La Néta del senyor Linh. Barcelona: La Magrana, 2006
- L'Informe de Brodeck. Barcelona: La Magrana, 2008
- Perfums. Barcelona: RBA, 2013
- La Investigació. Barcelona: RBA, La Magrana, 2014
- Bajo el árbol de la toraya. Barcelona: Salamandra, 2017
- L'Arxipèlag del gos. Barcelona: Angle, 2019

## Pel·lícules
- Fa molt de temps que t'estimo, 2008
- Abans del fred hivern, 2013

## Premis[3]
- 2003. Premi Goncourt de novel·la, per Les petites mecaniques
- 2003. Premi Renaudot, per Les ànimes grises
- 2006. Premi Martin Beck, per Les ànimes grises
- 2007. Premi Goncourt de novel·la, per L'Informe de Brodeck
- 2009. Premi BAFTA a la Millor pel·lícula en llengua no anglesa, per Fa molt de temps que t'estimo
- 2009. Premi César a la Millor primera pel·lícula, per Fa molt de temps que t'estimo